# Lebia quadrinotata
Lebia quadrinotata är en skalbaggsart som beskrevs av Louis Alexandre Auguste Chevrolat. Lebia quadrinotata ingår i släktet Lebia och familjen jordlöpare. Inga underarter finns listade i Catalogue of Life.